# أبل ايه 4
أبل ايه 4 (بالإنجليزية: Apple A4) هو معالج من نوع منظومة على رقاقة صمم بواسطة أبل، وتقوم سامسونج بتصنيعه.، أول استخدام له هو في لوحي أبل المسمى آي باد، واستخدم فيما بعد في الأجيال الرابعة من الآي فون والآي بود تاتش والجيل الثاني من أبل تي في.
يستند المعالج على معمارية إيه.آر.إم وسرعة الجيل الأول منه تبلغ 1 جيجا هرتز، ولم تكشف أبل عن الكثير من التفاصيل بخصوص مكوناته الداخلية لكن المتوقع أنه عبارة عن نواة معالج كورتيكس-ايه8  الذي تصنعه إيه.آر.إم مدمجاً مع معالج الرسوميات باور ڤي آر إس جي إكس (PowerVR SGX) من شركة أماجينيشن تيكنولوجيز.